# Нелсон Валдес
Нелсон Антонио Хаедо Валдес (на испански: Nelson Antonio Haedo Valdez) е парагвайски футболист, роден на 28 ноември 1983 г. в Каагуасу.

## Клубна кариера
Валдес подписва първия си профедионален договор с Тамбетари през 2000 г., а година по-късно вече е в германския Вердер Бремен. Известно време играе за дублиращия отбор, а от 2002 г. записва мачове и за първия отбор. Там обаче му е трудно да се пребори за титулярното място с Мирослав Клозе и Иван Класнич и често остава резерва. Затова през 2006 г. подписва с Борусия Дортмунд до 2010. В първия си сезон играе често, но вкарва само 1 гол. В Борусия Валдес вкарва много рядко – за 113 мача има едва 15 попадения. През 2010 преминава в Евркулес, където си партнира с Давид Трезеге. След като отбора изпада, Нелсон подписва с Рубин.

## Национален отбор
С Парагвай Валдес участва на световните първенства през 2006 и 2010 г., като благодарение на негов гол срещу Аржентина отборът му се класира предсрочно за второто от тях. Освен това е участник на Копа Америка през 2004 г. и Световното първенство до 20 г. през 2003 г.

### Голове
| # | Дата             | Място                     | Съперник  | Гол в мача | Краен резултат | Повод |
| - | ---------------- | ------------------------- | --------- | ---------- | -------------- | ----- |
| 1 | 17 август 2005   | Сиудад дел Есте, Парагвай | Салвадор  |            | 3:0            | П     |
| 2 | 8 октомври 2005  | Маракайбо, Венецуела      | Венецуела | 1:0        | 1:0            | СК    |
| 3 | 24 май 2006      | Осло, Норвегия            | Норвегия  |            | 2:2            | П     |
| 4 | 31 май 2006      | Дорнбирн, Австрия         | Грузия    | 1:0        | 1:0            | П     |
| 5 | 17 октомври 2007 | Асунсион, Парагвай        | Уругвай   | 1:0        | 1:0            | СК    |
| 6 | 17 ноември 2007  | Асунсион, Парагвай        | Еквадор   |            | 5:1            | СК    |
| 7 | 18 май 2008      | Ла Пас, Боливия           | Боливия   |            | 2:4            | СК    |
| 8 | 9 септември 2008 | Асунсион, Парагвай        | Венецуела |            | 2:0            | СК    |
| 9 | 9 септември 2009 | Асунсион, Парагвай        | Аржентина | 1:0        | 1:0            | СК    |

## Любопитно
В интервю за вестник Билд Валдес разказва за перипетиите си по време на първите си години във футбола. На петнадесетгодишна възраст той отива да тренира в Тамбетари, където получава ниска заплата. В продължение на две години няма покрив над главата си и спи под едната трибуна на стадиона. По това време всяка вечер се напива с Каня, алкохолна напитка от захарна тръстика и по собствени думи почти развива зависимост от алкохола.
Той е авторът на най-късния гол в историята на Бундеслигата. На 6 август 2004 г. мачът между Вердер и Шалке 04 започва с около 65 минути закъснение заради проблеми с осветлението на стадиона, в 21:35 вместо в 20:30. Така голът му в 83-тата минута пада около 23:13 часа местно време.

## Успехи
Вердер Бремен
- Първа Бундеслига
  - Шампион: 2004
- Купа на Германия
  - Носител: 2004

 Борусия Дортмунд
- Купа на Германия
  - Финалист: 2008

 Парагвай
- Футболист №1 на Парагвай
  - Второ място: 2005
  - Трето място: 2004